# Владислав Немирич (овруцький староста)
Влади́слав Неми́рич (1619 — 11 квітня 1653, Люблін) — військовик, державний діяч Речі Посполитої руського походження.

## Життєпис
Батько — Стефан Немирич, мати — Марта з Войнаровських (†1632), ревна аріянка. Навчався у Ракові, в університеті Лейдена. Перебував у Парижі 1640 року. 
З 1647 року овруцький староста. У 1651 році очолив повітову корогву. Діяв спільно з братами Виговськими.
Дружина — Теофіля з князів Четвертинських, донька князя Григорія Остафійовича. Діти: Юрій, Маріанна — дружина Павла Еразма Гулевича, Дмитра Жабокрицького (розлучилися 1685 року), Героніма Завадського.